# Trái tim Dhvaphrom
Duangjai Dhevaprom (tên tiếng Thái: ดวงใจเทวพรหม, tên tiếng Việt: Trái tim Dhevaprom) là một loạt phim truyền hình Thái Lan, phát sóng vào năm 2024, là phần tiếp theo của Quý ông nhà Juthathep phát sóng năm 2013. Loạt phim được dựa trên tiểu thuyết cùng tên.
Bộ phim bắt đầu phát sóng tại Thái Lan vào ngày 8 tháng 3 năm 2024.

## Thứ tự phát sóng
| Tên phim   | Tên phim                                        | Diễn viên chính                           | Phát sóng | Kết thúc | Số tập | Ghi chú |
| ---------- | ----------------------------------------------- | ----------------------------------------- | --------- | -------- | ------ | ------- |
| Laorchan   |                                                 | Yeena Salas và Kanawut Traipiphattanapong | 8/3/2024  | 7/4/2024 | 15     |         |
| Kwanruetai | Narilya Gulmongkolpech và Mike Theodor Platte   | 12/3/2024                                 | 11/5/2024 | 14       |        |         |
| Jaipisut   | Eisaya Hosuwan và Myron Tate                    | 12/5/2024                                 | 21/6/2024 | 17       |        |         |
| Dujupsorn  | Ranchrawee Uakoolwarawat và Kongthap Peak       | 22/6/2024                                 | 26/7/2024 | 15       |        |         |
| Poncheewan | Khumprom Rodsawat và Noppakao Dechaphatthanakun | 27/7/2024                                 | 30/8/2024 | 15       |        |         |

## Laorchan / Ánh Trăng Tuyệt Đẹp

### Nội dung
Laorchan (Yeena Salas) là nữ sinh viên tốt nghiệp từ Pháp đến ứng tuyển công việc với vị trí thư ký cho M.L Phuthanet Juthathep (Kanawut Traipipattanapong) cùng ý đồ tìm cách trộm sợi dây chuyền Atchanajakkra hạt sapphire đẹp đẽ tràn đầy sự bí ẩn của quá khứ, mà phía Wiangphukham đem đến triển lãm tại trung tâm bách hóa của anh.
Sợi dây chuyền tràn đầy bí ẩn tối tăm, trở thành chiếc bẫy xâu trái tim của cả hai lại, Phuthanet phải hợp tác cùng Laorchan giải mã bí ẩn ngàn năm mà có thể lung lay vương vị của Wiangphukham, đồng thời phải giải mã bí ẩn trong trái tim mình.

### Nhân vật
| Nhân vật                                                                     | Diễn viên                    |
| Nhân vật chính                                                               | Nhân vật chính               |
| ---------------------------------------------------------------------------- | ---------------------------- |
| Laorchan Pantaewa / Chao Laorchan Phukhamwong / Chao Feungphet               | Yeena Salas                  |
| M.L Phuthanet Juthathep / Khun Phu                                           | Kanawut Traipipattanapong    |
| M.C Satarasami Phukhamwong / Jao                                             | Pasawit Buranat              |
| Weena Mahannop / Weena Wongsawan                                             | Denise Jelilcha Kapaun       |
| Thiếu tá Wanchira Wongsawan                                                  | Thatchathorn Sapanan         |
| M.L Kanthika Juthathep / Khun Kan                                            | Kornnapat Settharattanaphong |
| Nhân vật phụ                                                                 |                              |
| M.R Ratchanon Juthathep / Khun Chai Lek                                      | Dom Haetrakul                |
| Soifah Juthathep Na Ayutthaya / Chao Soifah Phukhamwong                      | Ramawadee Sirisuka           |
| M.L Asira Juthathep / Khun Petch                                             | Kongthap Yuttapichai         |
| M.L Saruj Juthathep / Khun Saruj                                             | Noppakao Dechaphatthanakun   |
| M.L Chatklao Juthathep / Khun Chat                                           | Theodor Platte               |
| M.L Ronnajak Juthathep / Khun Jak                                            | Henry Myron                  |
| M.L Ronnapoom Juthathep / Khun Poom                                          | Suppapong Udomkaewkanjana    |
| Bà cố Oon                                                                    | Duangta Tungkamanee          |
| M.R Tharathorn Juthathep / Khun Chai Yai                                     | Natthawut Skidjai            |
| Chao Luang Rangsiman Phukhamwong                                             | Nithi Smuthkochorn           |
| Chao Nang Taraked Wongsawan / Chao Nang Chanta                               | Angsana Buranon              |
| Đại tướng Jumpol Wongsawan                                                   | Phutharit Prombandal         |
| Trung úy Kampaeng                                                            | Phutharit Prombandal         |
| Trung sĩ Padthana                                                            |                              |
| Salika                                                                       | Trinnaya Morson              |
| Suliya Pomsawan / Sun                                                        | Tadsapon Wiwitawan           |
| Nuchari / Nuch                                                               | Orn-arnin Peerachakajornpatt |
| M.L Sineenut Eknawin (họ trước khi lấy chồng Dhevaprom) / Khun Ying Sineenut | Chotiros Kaewpinit           |
| Woranut Eknawin                                                              |                              |
| Nhân vật khách mời                                                           |                              |
| M.L Raweerampai Juthathep / Maprang                                          | Premsinee Ratanasopa         |
| M.R Pawornruj Juthathep / Khun Chai Ruj                                      | Sarut Vichitrananda          |
| Wanrasa Juthathep Na Ayutthaya / M.C Wanrasa Arunrat / Than Ying Taew / Rasa | Sarocha Watittapan           |
| M.R Puttipat Juthathep / Khun Chai Pat                                       | Penpetch Benyakul            |
| Krongkaew Juthathep Na Ayutthaya / Kaew                                      | Rinlanee Sripen              |
| Thống chế Không quân M.R Ronnapee Juthathep / Khun Chai Ronnapee             | Phol Tantasathien            |
| Piangkwan Juthathep Na Ayutthaya / Kwan                                      | Sinjai Plengpanich           |
| M.L Anittha Juthathep / Khun Ploy                                            | Chayanit Paicharoen          |
| M.R Dhevapan Dhevaprom/ Khun Chai Dhevapan                                   | Dilok Thongwattana           |
| Mom Ploy Dhevaprom Na Ayutthaya                                              |                              |
| M.L Kedsara Dhevaprom / Khun Ked                                             | Mayurin Pongpudpunth         |
| Chinnakorn                                                                   | Apinan Prasertwattanakul     |
| Chawit / Wit                                                                 | Nichakoon Khajornborirak     |
| Chao Luang Athittyawong Phukhamwong                                          | Danai Charuchinta            |
| Chao Siwilai Phukhamwong                                                     | Chanatip Phothongka          |
| Audrey Roufiye                                                               |                              |
| Warat                                                                        | Alexander Bryant             |

## Kwanruetai / Điều Phước Lành

### Nội dung
Thiếu tá M.L Chatklao Juthathep (Mike Panithan), anh chàng bác sĩ quân y điển trai, phải đến thực hành nhiệm vụ xa xôi tận Chiang Rai. Anh gặp gỡ Kwanruetai (Narilya Gulmongkolpech), cô nàng bán thức ăn trùm đánh đấm và là đàn chị lớn trong làng. Hành động thái độ cực kỳ lịch thiệp dịu dàng của anh khiến cho Kwanruetai hiểu lầm rằng anh thích gỗ rừng với nhau (ý là gay). Cả hai cứ luôn đấu khẩu và đấu sức nhưng rồi cũng có sự việc khiến cho phải hợp tác giúp cho quân đội triệt phá nhiều ổ sản xuất thuốc phiện.
Sự bất đồng trong quá khứ khiến cho lối đi của hai dòng họ là hai đường thẳng song song, chỉ có sức mạnh của tình yêu đích thực mới có thể khiến Kwanruetai chịu lắng nghe tiếng trái tim

### Nhân vật
| Nhân vật                                                    | Diễn viên                  |
| Nhân vật chính                                              | Nhân vật chính             |
| ----------------------------------------------------------- | -------------------------- |
| Kwanruetai Phithakthewa / Kwanruetai Dhevaprom / Tai / Kwan | Narilya Gulmongkolpech     |
| M.L Chatklao Juthathep / Khun Chat                          | Mike Panithan              |
| Pakrat Thanasak / Pak                                       | Kajbhunditt Jaidee         |
| M.L Pokket Juthathep / Khun Ket                             | Saralee Prasitdumrong      |
| Nhân vật phụ                                                |                            |
| M.R Puttipat Juthathep / Khun Chai Pat                      | Phenphet Phenkul           |
| Krongkaew Juthathep Na Ayutthaya / Kaew                     |                            |
| M.L Asira Juthathep / Khun Petch                            | Kongthap Yuttapichai       |
| M.L Saruj Juthathep / Khun Saruj                            | Noppakao Dechaphatthanakun |
| M.L Phuthanet Juthathep / Khun Phu                          | Kanawut Traipipattanapong  |
| M.L Ronnajak Juthathep / Khun Jak                           | Henry Myron                |
| M.L Ronnapoom Juthathep / Khun Poom                         | Suppapong Udomkaewkanjana  |
| Bà cố Orn                                                   | Duangta Tungkamanee        |
| M.R Dhevapan Dhevaprom                                      | Dilok Thongwattana         |
| M.L Maratee Dhevaprom / Manee Phithakthewa / Khun Maratee   |                            |
| Kongphop Phithakthewa                                       | Wattikorn Permsubhirun     |
| Thiếu úy Paramet (Met)                                      | Unnop Thongborisut         |
| Namfon                                                      | Kate Gardner               |
| Khun Ying Dara / Khun Ying Ampai                            |                            |
| Pakpum Thanasak / Pum                                       |                            |
| Pakpipat Thanasak / Pat                                     |                            |
| Sunan                                                       |                            |
| Mali / Meni                                                 | Natasha Chulanon           |
| Y tá Pannada                                                |                            |
| Songpon                                                     |                            |
| Sornram                                                     |                            |
| Arada                                                       |                            |
| Atthawit / Wit                                              |                            |
| Orawan / Wan                                                |                            |
| Orawee / Oy                                                 |                            |
| Nhân vật khách mời                                          |                            |
| Laorchan Juthathep Na Ayutthaya / Chao Laorchan Phukhamwong | Yeena Salas                |
| M.R Puttipat Juthathep / Khun Chai Pat                      | Jirayu Tansrisuk           |
| M.L Maratee Dhevaprom                                       | Chotika Wongwilas          |

## Jaipisut / Trái Tim Thuần Khiết

### Nội dung
Bỗng nhiên đại úy M.L Ronnajak Juthathep (Myron Tate), anh chàng bộ binh độc thân, cựu người mẫu mà các cô nàng phát cuồng lại ngẫu nhiên trở thành người bảo hộ cho Somjeed (Cam nhỏ), cô bé lắm trò y như cái tên, nhờ vậy, Ronnajak có cơ hội gặp Jaipisut (Eisaya Hosuwan), người duy nhất có thể giúp được Ronnajak là con Noopuk, cô nàng mập mạp mau nước mắt trong quá khứ mà anh từng trêu chọc nhiều lần, nhưng lúc này lại là cô giáo Jaipisut, người có đôi chân đẹp nhất theo như Ronnajak từng thấy.
Dù Jaipisut có gốc gác đáng ngờ mà có thể gây nguy hiểm cho dòng họ Juthathep, nhưng anh chàng bộ binh cũng không sợ, vẫn kiên định tìm cách chiến thắng trái tim cô nàng cho bằng được, để tình đầu mà anh dành cho Jaipisut trở thành vĩnh cửu.

### Nhân vật
| Nhân vật                                                         | Diễn viên                  |
| Nhân vật chính                                                   | Nhân vật chính             |
| ---------------------------------------------------------------- | -------------------------- |
| Jaipisut / Noopuk                                                | Eisaya Hosuwan             |
| M.L Ronnajak Juthathep / Khun Jak                                | Myron Tate                 |
| Somjeed Sunida                                                   | Supawadee Khanthi          |
| Whale Pemmanat                                                   | Thankorn Kanlayawuttipong  |
| Nhân vật phụ                                                     |                            |
| Thống chế Không quân M.R Ronnapee Juthathep / Khun Chai Ronnapee | Phol Tantasathien          |
| Piangkwan Juthathep Na Ayutthaya / Kwan                          | Sinjai Plengpanich         |
| M.L Asira Juthathep / Khun Petch                                 | Kongthap Yuttapichai       |
| M.L Chatklao Juthathep / Khun Chat                               | Mike Panithan              |
| M.L Saruj Juthathep / Khun Saruj                                 | Noppakao Dechaphatthanakun |
| M.L Phuthanet Juthathep / Khun Phu                               | Kanawut Traipipattanapong  |
| M.L Ronnapoom Juthathep / Khun Poom                              | Suppapong Udomkaewkanjana  |
| M.L Pokket Juthathep / Khun Ket                                  | Saralee Prasitdumrong      |
| Kwanruetai Phithakthewa / Kwanruetai Dhevaprom / Tai / Kwan      | Narilya Gulmongkolpech     |
| Bà cố Orn                                                        | Duangta Tungkamanee        |
| M.R Dhevapan Dhevaprom                                           | Dilok Thongwattana         |
| Prakan                                                           | Amarin Nitibhon            |
| Annie Anthika                                                    | Sirilak Kwong              |
| Noonoi Patcharapon                                               | Nisha Rodanant             |
| Nooyai Preuk                                                     | Thanaphon Pheechaphat      |
| Jum                                                              | Machida Sutthikulphanich   |
| Papang                                                           | Teethawat Kanthasri        |
| Thiếu úy Somchai                                                 |                            |
| Toh Songsamorn                                                   | Natha Lloyd                |
| Xiao Jiu                                                         | Jirawat Wachirasarunpat    |
| Sing Sawangpian                                                  | Noraphat Thitakawin        |
| Nhân vật khách mời                                               |                            |
| M.R Ronnapee Juthathep / Khun Chai Pee (thời trẻ)                | James Ma                   |
| Piangkwan Juthathep Na Ayutthaya / Kwan (thời trẻ)               | Chalida Vijitvongthong     |
| M.L Wilairampa Dhevaprom / Khun Rampa (thời trẻ)                 | Esther Supreeleela         |
| M.L Ronnajak Juthathep / Khun Jak (còn bé)                       | Thanaphum Sakulsaengprapha |
| Jaipisut (còn bé)                                                | Patcharanan Jutharatanakul |

## Dujupsorn / Tựa Như Thiên Thần

### Nội dung
Dujupsorn (Ranchrawee Uakoolwararat) quyết tâm phải trả thù thay cho người làm mẹ – Wilairampa (Siriam Pakdeedumrongrit) nên đến ứng tuyển tại công ty JT Property để tìm cách gần gũi con trai của M.R Ronnapee Juthathep, nhưng người mà cô gặp lại là thiếu tá M.L Asira Juthathep (Kongthap Yuttapichai), con trai lớn của M.R Tharatorn Juthathep - người từng cứu cô và lại còn là người mà cô trao trái tim cho. Nhưng anh không phải người mà mẹ cô cần.
Asira nhận ra Dujupsorn, sự xinh đẹp và lòng gan dạ của cô trong lần đó khiến anh ấn tượng không quên. Chàng trai chờ đợi cô nhiều năm cho đến cuối cùng cũng được gặp lại nhau lần nữa. Dù tình yêu của cả hai có sự căm ghét của mẹ của cô làm bức tường ngăn cản, nhưng khi đã có duyên nợ thì sẽ không bỏ qua nhau.

### Nhân vật
| Nhân vật                                 | Diễn viên                     |
| Nhân vật chính                           | Nhân vật chính                |
| ---------------------------------------- | ----------------------------- |
| Dujupsorn / Fah                          | Ranchrawee Uakoolwarawat      |
| M.L Asira Juthathep / Khun Petch         | Kongthap Yuttapichai          |
| M.L Ronnapoom Juthathep / Khun Poom      | Suppapong Udomkaewkanjana     |
| M.L Anittha Juthathep / Khun Ploy        | Chayanit Chayjaroen           |
| Chawit Dhevaprom / Wit                   | Nichakoon Khajornborirak      |
| Nhân vật phụ                             |                               |
| M.R Tharathorn Juthathep / Khun Chai Yai | Natthawut Skidjai             |
| M.L Raweerampai Juthathep / Khun Maprang | Premsinee Ratanasopa          |
| M.R Ronnapee Juthathep / Khun Chai Pee   | Phol Tantasathien             |
| Piangkwan Juthathep Na Ayutthaya / Kwan  | Sinjai Plengpanich            |
| M.L Chatklao Juthathep / Khun Chat       | Mike Panithan                 |
| M.L Saruj Juthathep / Khun Saruj         | Noppakao Dechaphatthanakun    |
| M.L Phuthanet Juthathep / Khun Phu       | Kanawut Traipipattanapong     |
| M.L Ronnajak Juthathep / Khun Jak        | Tate Myron                    |
| Bà cố Orn                                | Duangta Tungkamanee           |
| M.R Dhevapan Dhevaprom                   | Dilok Thongwattana            |
| M.L Wilairampa Dhevaprom / Khun Rampa    | Ann Siriam Pakdeedumrongrit   |
| M.L Kedsara Dhevaprom / Khun Ked         | Mayurin Pongpudpunth          |
| Chinnakorn                               | Apinan Prasertwattanakul      |
| Chalisa Dhevaprom                        | Cine Phatrakorn Bussarakwadee |
| Sarat                                    | Care Wongwachira Petchkeaw    |
| Meena                                    | Ice Athichanan Srisevok       |

## Poncheewan / Dòng Sông Cao Quý

### Nội dung
Poncheewan (Khumprom Rodsawat), cô gái nhỏ luôn nhìn đời tích cực, nhận lệnh từ 'bề trên' để se duyên cho M.L Saruj Juthathep (Noppakao Dechaphatthanakun), thư ký của ngài đại sứ Thái ở thành phố Rome nước Ý và Poncheewa (Ploypapas Isarapongporn) con gái út của M.L Kedsara Dhevaprom. Sứ mệnh không đơn giản khi phía nam cực kỳ cao ngạo lại còn lạnh lùng, còn phía nữ thì hay giữ mình, tựa như danh hiệu mà ai ai đều gọi là 'bông hoa trên trời', Cheewan quyết định lên kế hoạch cho chuyến đi du lịch ngọt ngào cho họ ở Ý. Kế hoạch kết nối quan hệ tình yêu trên đất Ý liền xảy ra suốt trên chuyến đi đầy ngọt ngào sâu đậm, mộng mơ và chật vật ở xứ sở mỳ Ý.
Mọi chuyện hẳn sẽ tiến triển tốt đẹp nếu như sức hút sâu xa của anh chàng thư ký của ngài đại sứ không rơi vào mắt khiến cho thần tình yêu vấp ngã mà rơi vào hố tình yêu. Saruj cũng bắt đầu yêu Cheewan chứ không phải Poncheewa và Cheewan sẽ làm thế nào khi mà định mệnh đã định rằng Saruj là một trong... những trái tim Dhevaprom?

### Nhân vật
| Nhân vật                                                                     | Diễn viên                           |
| Nhân vật chính                                                               | Nhân vật chính                      |
| ---------------------------------------------------------------------------- | ----------------------------------- |
| Cheewan Wongnakorn / Poncheewan                                              | Khumprom Rodsawat                   |
| M.L Saruj Juthathep / Khun Saruj                                             | Noppakao Dechaphatthanakun          |
| Poncheewa / Cheewa                                                           | Ploypapas Isarapongporn             |
| M.L Ronnapoom Juthathep / Khun Poom                                          | Suppapong Udomkaewkanjana           |
| Nhân vật phụ                                                                 |                                     |
| M.R Pawornruj Juthathep / Khun Chai Ruj                                      | Sarut Vichitrananda                 |
| Wanrasa Juthathep Na Ayutthaya / M.C Wanrasa Arunrat / Than Ying Taew / Rasa | Sarocha Watittapan                  |
| M.L Asira Juthathep / Khun Petch                                             | Kongthap Yuttapichai                |
| M.L Phuthanet Juthathep / Khun Phu                                           | Kanawut Traipipattanapong           |
| M.L Ronnajak Juthathep / Khun Jak                                            | Henry Myron                         |
| M.L Chatklao Juthathep / Khun Chat                                           | Mike Panitan                        |
| M.L Krathin Dhevaprom / Khun Krathin                                         | Pimmara Charoenpukdi                |
| M.L Kedsara Dhevaprom / Khun Ked                                             | Kik Mayurin Pongpudpunth            |
| Chinnakorn                                                                   | M Apinan Prasertwattanakul          |
| Bà cố Orn                                                                    | Duangta Tungkamanee                 |
| Natsarit                                                                     | Friend Peerakrit Phacharaboonyakiat |
| Simon                                                                        | Danny Luciano                       |
| Venus                                                                        | Ploy Chanikan Sopitwisit            |
| Dalad                                                                        | Ekarin Rungkae                      |
| Nhân vật khách mời                                                           |                                     |
|                                                                              |                                     |
|                                                                              |                                     |
|                                                                              |                                     |
|                                                                              |                                     |
|                                                                              |                                     |
|                                                                              |                                     |
|                                                                              |                                     |
|                                                                              |                                     |
|                                                                              |                                     |
|                                                                              |                                     |
|                                                                              |                                     |
|                                                                              |                                     |
|                                                                              |                                     |
|                                                                              |                                     |
|                                                                              |                                     |
|                                                                              |                                     |
|                                                                              |                                     |
|                                                                              |                                     |
|                                                                              |                                     |
|                                                                              |                                     |
|                                                                              |                                     |
|                                                                              |                                     |
|                                                                              |                                     |
|                                                                              |                                     |
|                                                                              |                                     |
|                                                                              |                                     |
|                                                                              |                                     |
|                                                                              |                                     |
|                                                                              |                                     |
|                                                                              |                                     |
|                                                                              |                                     |
|                                                                              |                                     |
|                                                                              |                                     |
|                                                                              |                                     |
|                                                                              |                                     |
|                                                                              |                                     |